# Lopheliella rockallensis
Lopheliella rockallensis là một loài ốc biển, là động vật thân mềm chân bụng sống ở biển thuộc họ Skeneidae.

## Phân bố
Các mẫu được láy từ dưới nước ở độ sâu từ 500-1500 mét ở một hình chữ nhật nhỏ trên sườn đông nam của Rockall Bank ở Bắc Đại Tây Dương Dương.